# Olympische Winterspiele 2010/Teilnehmer (Japan)
| Gelbes Symbol für Goldmedaillen mit stilisierten Olympischen Ringen | Graues Symbol für Silbermedaillen mit stilisierten Olympischen Ringen | Braundes Symbol für Bronzemedaillen mit stilisierten Olympischen Ringen |
| ------------------------------------------------------------------- | --------------------------------------------------------------------- | ----------------------------------------------------------------------- |
| —                                                                   | 3                                                                     | 2                                                                       |

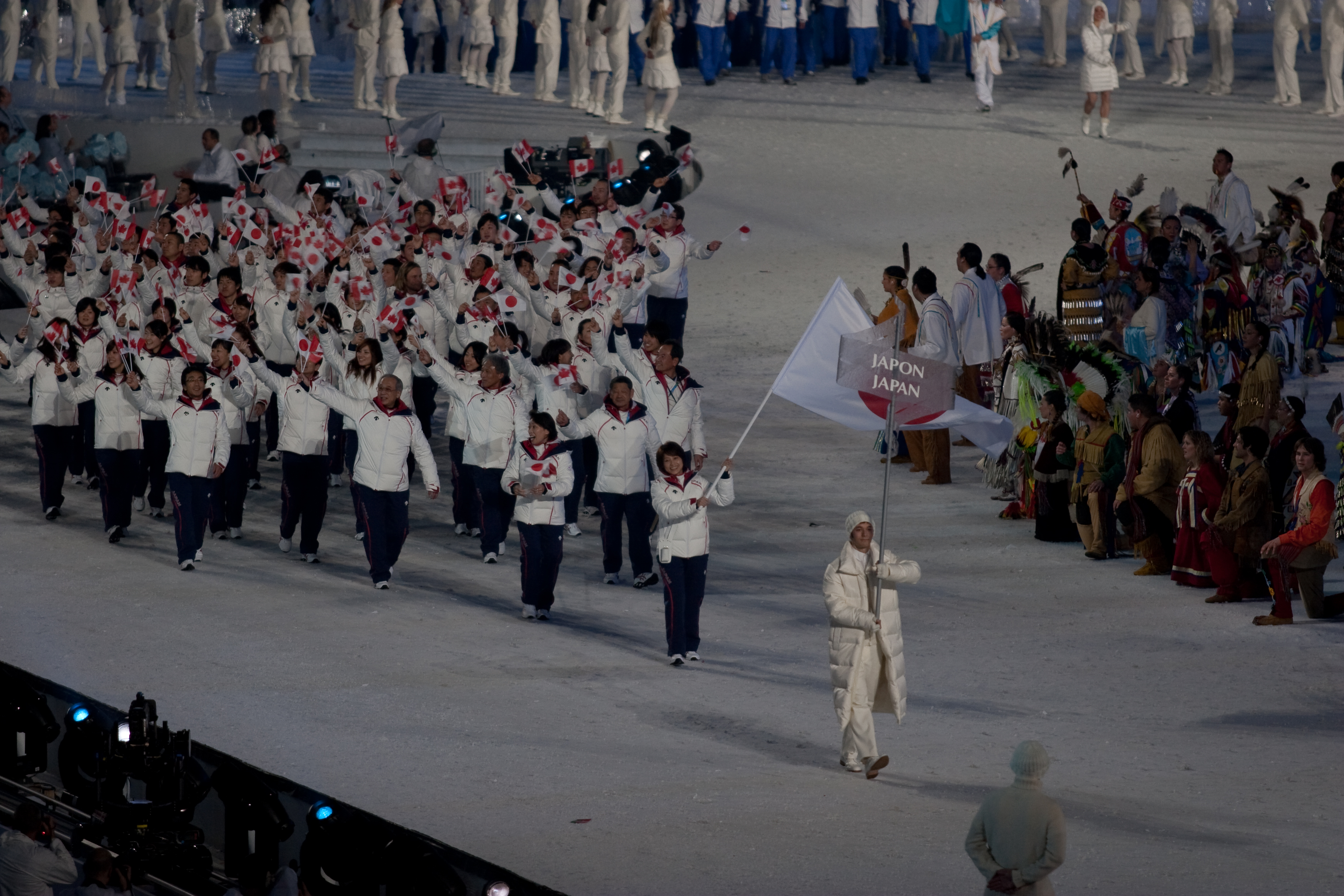
Einmarsch der japanischen Delegation

Japan nahm an den Olympischen Winterspielen 2010 im kanadischen Vancouver mit 94 Sportlern in 14 Sportarten teil.

## Flaggenträger
Bei der Eröffnungsfeier führte die Eisschnellläuferin Tomomi Okazaki, die zum fünften Mal an Olympischen Spielen teilnahm, als Flaggenträgerin die Mannschaft an. Die Eiskunstläuferin Mao Asada trug die japanische Flagge während der Abschlussfeier.

## Medaillengewinner

### Silber
| Name                                    | Sportart       | Wettkampf          |
| --------------------------------------- | -------------- | ------------------ |
| Keiichirō Nagashima                     | Eisschnelllauf | 500 m (M)          |
| Mao Asada                               | Eiskunstlauf   | Einzel (F)         |
| Masako Hozumi, Nao Kodaira, Maki Tabata | Eisschnelllauf | Teamverfolgung (F) |

### Bronze
| Name              | Sportart       | Wettkampf  |
| ----------------- | -------------- | ---------- |
| Jōji Katō         | Eisschnelllauf | 500 m (M)  |
| Daisuke Takahashi | Eiskunstlauf   | Einzel (M) |

## Teilnehmer nach Sportarten

### Biathlon
Männer
- Hidenori Isa
- Fuyuko Suzuki

### Bob
| Männer - Hiroshi Suzuki & Zweierbob: 21. Platz - Ryūichi Kobayashi & Zweierbob: 21. Platz - Shinji Doigawa & - Masaru Miyauchi | Frauen - Manami Hino & Konomi Asazu 16. Platz |

### Curling
Frauen
- Moe Meguro (Skip)
- Mari Motohashi (Third)
- Mayo Yamaura (Second)
- Kotomi Ishizaki (Lead)
- Anna Ōmiya (Ersatz)

### Eiskunstlauf
| Männer - Takahiko Kozuka (Einzel) - Nobunari Oda (Einzel) - Daisuke Takahashi (Einzel) Bronze - Chris Reed (Eistanz) | Frauen - Miki Andō (Einzel) - Mao Asada (Einzel) Silber - Cathy Reed (Eistanz) - Akiko Suzuki (Einzel) |

### Eisschnelllauf
| Männer - Shigeyuki Dejima 5000 m: 27. Platz - Shingo Doi 1500 m: 30. Platz - Ryōhei Haga 1000 m: 29. Platz - Hiroki Hirako 5000 m: 19. Platz 10.000 m: 11. Platz - Jōji Katō 500 m: Bronze - Keiichirō Nagashima 500 m: Silber - Tadashi Obara 1000 m: 17. Platz - Akio Ōta 500 m: 17. Platz - Yūya Oikawa 500 m: 13. Platz - Teruhiro Sugimori 1000 m: 26. Platz 1500 m: 26. Platz | Frauen - Masako Hozumi 3000 m: 6. Platz Teamverfolgung: Silber - Shiho Ishizawa 3000 m: 15. Platz - Nao Kodaira 500 m: 12. Platz 1000 m: 5. Platz 1500 m: 5. Platz Teamverfolgung: Silber - Eri Natori 3000 m: 20. Platz - Tomomi Okazaki 500 m: 16. Platz 1000 m: 34. Platz - Shihomi Shin’ya 500 m: 14. Platz - Maki Tabata 1500 m: 19. Platz Teamverfolgung: Silber - Miho Takagi 1000 m: 35. Platz 1500 m: 23. Platz - Sayuri Yoshii 500 m: 5. Platz 1000 m: 15. Platz 1500 m: 26. Platz |

### Freestyle-Skiing
| Männer - Shō Endō (Moguls) - Nobuyuki Nishi (Moguls) - Kai Ozaki (Moguls) - Hiroomi Takizawa (Skicross) - Yugo Tsukita (Moguls) | Frauen - Noriko Fukushima (Skicross) - Miki Itō (Moguls) - Arisa Murata (Moguls) - Tae Satoya (Moguls) - Aiko Uemura (Moguls) |

### Nordische Kombination
Männer
- Taihei Katō
- Norihito Kobayashi
- Yūsuke Minato
- Daito Takahashi
- Akito Watabe

### Rennrodeln
| Männer - Takahisa Oguchi, 30. Platz | Frauen - Madoka Harada, 26. Platz - Aya Yasuda, disqualifiziert |

### Shorttrack
| Männer - Takahiro Fujimoto - Yūzō Takamidō - Jumpei Yoshizawa | Frauen - Ayuko Itō - Mika Ozawa - Hiroko Sadakane 1500 m: 12. Platz - Yui Sakai - Biba Sakurai |

### Skeleton
| Männer - Kazuhiro Koshi, 20. Platz - Shinsuke Tayama, 19. Platz | Frauen - Nozomi Komuro, disqualifiziert |

### Ski Alpin
Männer
- Kentarō Minagawa
- Akira Sasaki

### Skilanglauf
| Männer - Nobu Naruse 50 km Massenstart (klassisch): 35. Platz - Yūichi Onda | Frauen - Nobuko Fukuda - Masako Ishida - Michiko Kashiwabara - Madoka Natsumi |

### Skispringen
Männer
- Noriaki Kasai
Normalschanze: 17. Platz
- Takanobu Okabe
- Daiki Itō
Normalschanze: 15. Platz
- Shōhei Tochimoto
Normalschanze: 37. Platz
- Taku Takeuchi
Normalschanze: 34. Platz

### Snowboard
| Männer - Ryō Aono (Halfpipe) - Kazuhiro Kokubo (Halfpipe) - Kōhei Kudō (Halfpipe) - Daisuke Murakami (Halfpipe) - Yūki Nofuji (Parallel) | Frauen - Natsuko Doi (Snowboardcross) - Yuka Fujimori (Snowboardcross) - Shiho Nakashima (Halfpipe) - Rana Okada (Halfpipe) - Tomoka Takeuchi (Parallel) - Sōko Yamaoka (Halfpipe) - Eri Yanetani (Parallel) |